# 中山路 (天津)
中山路是中国天津市河北区的主要街道之一，西起金钢桥，中跨天津北站及京沪线，东到中环线育红路，全长约4016米，其中东段又称“中山北路”。

## 历史

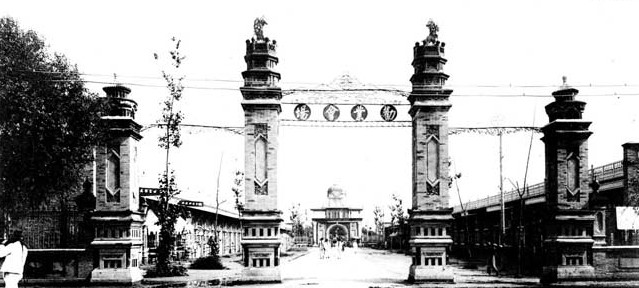
坐落于大经路上的原劝业会场正门

20世纪初的天津，天津成为直隶省省会后，由于天津老城建设用地匮乏且建筑密度较高，为适应当时城市发展的需求，开始筹备建设天津的新城区。当时的天津，沿海河两岸的可建设用地多为由西方各国所占据的租借地。1902年袁世凯任直隶总督，开始在天津推行新政，“新政”之一便是选择在海河以北的芦塘洼地建设天津的新城区——“河北新区”，使天津初步形成了现代城市格局。。而河北新区的创建伊始就首先确立以中央大道——大经路（今中山路）为中心的规划格局，规划了规整的道路交通网，修建开启式铁桥金钢桥取代海河上原窑洼浮桥，以便于新城区与城厢旧区之间的联系。大经路始建于清朝光绪末年（1902年），规划宽度为24米，长达1.5公里，连接海河边的直隶总督衙门和火车总站。当时的新开河火车站（今天津北站）、劝业会场、植物园、博物馆、新式学校、邮局等现代城市设施均建在大经路周围。1902年至1905年，直隶工程总局曾先后两次制订《开发河北新区市场章程十三条》，该章程规划以大经路为河北新区的主轴线，与其平行的马路依“次第数词”命名，与其垂直相交的“天、地、元、黄、宇、宙、日、月、辰、宿、律、吕、调、昆”14条纬路按《千字文》逐字排列。1945年改名为“中山路”。中山路沿路拥有较多的居民区和文化单位、商业设施，如天津美术学院、大悲禅院、天津北站、中山公园、北宁公园、北站体育场、中山路中山食街等。是天津市北部城区一条主干道路。

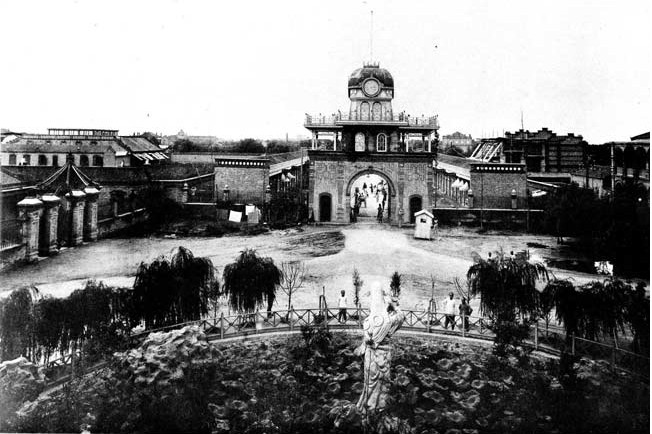
原劝业会场内部

### 曾设机构
- 行政机构：直隶总督衙门、直隶交涉使署（原名直隶洋务局）、直隶劝业道（原名直隶工艺总局）、直隶提学使署（原名直隶学务公所）、直隶禁烟局、北洋官报局、天津建造局、顺直咨议局、天津审判厅等。
- 经济机构：北洋银元局、天津造币总厂、直隶工艺总局实习工厂、劝业铁工厂、教育品制造所、劝工陈列所（原名考工厂，后改名劝业会场）与种植园（原名农事试验场）等。
- 教育机构：北洋军医学堂、北洋巡警学堂、直隶高等工业学堂、图算学堂、长芦中学堂、北洋客籍学堂、北洋高等女学堂、北洋女子师范学堂、北洋政法专门学堂、北洋师范学堂、北洋女医学堂、直隶水产学堂等。[4]

## 交汇道路

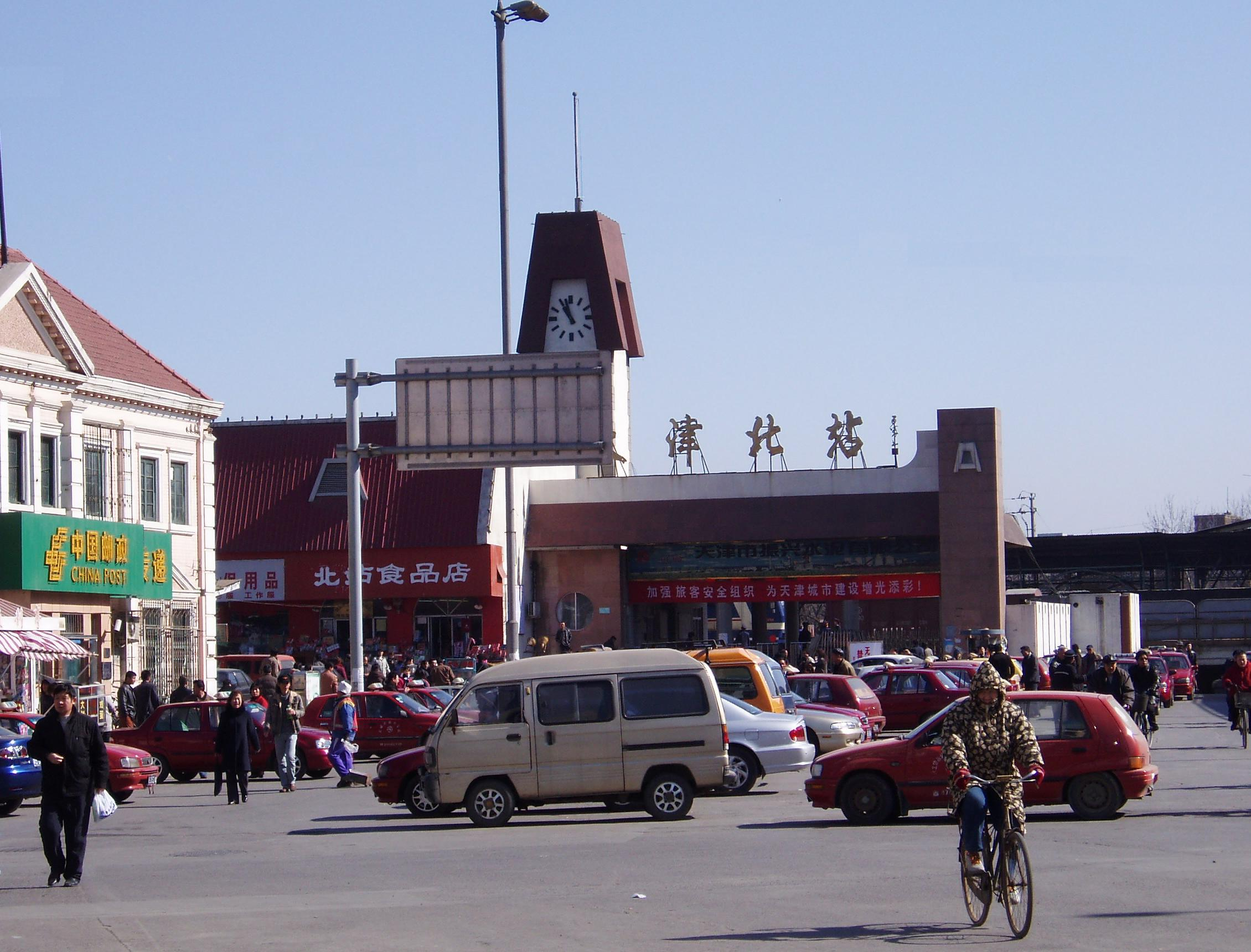
中山路与调纬路交口的天津北站

目前，与中山路相交汇的主要道路有：
- 海河东路
- 天纬路
- 翔纬路
- 地纬路
- 元纬路
- 金辉路
- 金纬路
- 黄纬路
- 宇纬路
- 宙纬路
- 日纬路
- 月纬路
- 冈纬路
- 辰纬路
- 宿纬路
- 律纬路
- 昆纬路
- 吕纬路
- 新大路
- 调纬路
- 铁东路
- 华新大街
- 建昌道
- 养鱼池路
- 育红路